# فيلوكتيتس
فيلوكتيتس هو (أو والده، بوياس) قد ورث قوس وسهام البطل اليوناني هرقل مقابل إشعال محرقة جنازته؛ وهكذا أصبح فيلوكتيتس راميًا بارزًا. في طريقه إلى طروادة أصيب بعجز بسبب لدغة الأفاعي، وتُرك في جزيرة ليمنوس. بعد أن كشف الرائي أنه لا يمكن أخذ طروادة إلا بمساعدة قوس وسهام هرقل، ذهب المحاربون اليونانيون أوديسيوس وإما ديوميديس أو نيوبتوليموس إلى فيلوكتيتس وأقنعه بمرافقتهم إلى طروادة. هناك شُفي من جرحه وقتل باريس (ابن بريام، بريام ملك طروادة)، مما مهد الطريق لسقوط المدينة. عاد بعد ذلك إلى منزله لكنه تجول في وقت لاحق كمستعمر إلى جنوب إيطاليا، حيث توفي في النهاية في المعركة. استخدم الكاتب اليوناني القديم سوفوكليس موضوع هذه القصة في كتابه فيلوكتيتس.

## القصة
فيلوكتيتس هو صديق هرقل الذي أوقد النار في المحرقة الجنائزية لهرقل بناءً على طلب البطل، الذي كان يتألم من الثوب المسموم الذي قدمت له زوجته ديانيرا [الإنجليزية] لتُبقيه على حبها. وقد وهب هرقل وهو يحتضر القوس والنشاب لفيلوكتيتس.
عندما كان في طريقه إلى حرب طروادة تركه رفاقه في جزيرة ليمنوس؛ لأنَّ سهمًا مسمومًا من سهام هرقل جرحه مصادفة. وبتحريضِ أوديسيوس انضم أخيرًا إلى الإغريق وقَتَلَ بسهم من السهام التي قدمها له هرقل، باريسَ، مسبب الحرب الطروادية.